# GAM 1stコンサートツアー2007初夏〜グレイト亜弥&美貴〜
『GAM 1stコンサートツアー2007初夏〜グレイト亜弥&美貴〜』（ギャム ファーストコンサートツアー2007初夏 グレイトあやアンドみき）は、2007年5月26日から7月3日まで開催されたGAMのコンサートツアーである。

## 日程
2007年5月26日 - 7月3日、7都市19公演
- 5月26日 ハーモニーホール座間
- 5月27日 ハーモニーホール座間（2公演）
- 6月2日 大阪厚生年金会館 大ホール
- 6月3日 大阪厚生年金会館 大ホール（2公演）
- 6月9日 中野サンプラザ（2公演）
- 6月10日 中野サンプラザ（2公演）
- 6月16日 中野サンプラザ（2公演）
- 6月23日 愛知厚生年金会館
- 6月24日 愛知厚生年金会館（2公演）
- 6月26日 Zepp Fukuoka
- 7月1日 Zepp Sapporo（2公演）
- 7月3日 Zepp Sendai

## DVD
『GAM 1stコンサートツアー2007初夏〜グレイト亜弥&美貴〜』（2007年8月29日）
1. OPENING
2. 甘い誘惑
3. LU LU LU
4. 愛情オアシス
5. MC
6. イチャイチャ♡Summer
7. SHALL WE LOVE?
8. MC
9. 好きすぎて バカみたい（松浦亜弥）
10. シャイニング 愛しき貴方（藤本美貴）
11. MC
12. 蜃気楼ロマンス
13. メロディーズ
14. 愛の船
15. 熱い魂
16. MC
17. ここで キスして
18. From That Sky〜替え玉は硬メンで〜
19. 純潔〜Only〜
20. 涙GIRL
21. FAMILY
22. …H
23. MC
24. Thanks!

- 他に特典映像として「熱い魂」のマルチアングル映像（2画面）が収録されている。